# Шацький район
Ша́цький райо́н — колишній район у північно-західній частині Волинської області в Україні, утворений в 1940 році, у 1963 році був приєднаний до Любомльського району, у 1993 відновлений, а у 2020 ліквідований, його територія увійшла до переутвореного Ковельського району. Колишній районний центр — Шацьк.

## Географія
Шацький район розташований у крайньому північно-західному куточку України. Це чудовий озерно-лісовий край Волині. Район утворений у 1940 році, а в результаті хрущовської реформи у 1963 році був приєднаний до Любомльського району. Відновлено Шацький адміністративний район постановою Верховної Ради України 3 лютого 1993 року, до його складу ввійшли Шацька селищна і 8 сільських рад:
- Грабівська сільська рада
- Піщанська сільська рада
- Пульмівська сільська рада
- Пулемецька сільська рада
- Прип'ятська сільська рада
- Ростанська сільська рада
- Світязька сільська рада
- Самійличівська сільська рада

Шацький район займає територію площею 750 км² (3.7 % території області), на якій розміщенні 24 озера, протікає 3 річки. Найбільші з озер: перлина України — Світязь, Пулемецьке, Луки, Люцимир, не менш привабливе — Пісочне. Завдяки цим мальовничим природним ландшафтам, значній мозаїчності рослинного покриву, масивам лісу, а також характерному для даної місцевості помірно-теплому і м'якому клімату ця територія характеризується високим рекреаційним потенціалом.
З метою найкращого збереження і використання неповторності ландшафтів, їх біорізноманіття, унікальних рекреаційних ресурсів в 1983 році створено Шацький національний природний парк, площа якого в наш час[коли?] становить 49 тис. га.
Природоохоронна цінність лісо-болотно-озерного комплексу визнана міжнародною спільнотою. Рішенням 17-ї сесії Бюро Координаційного Комітету ЮНЕСКО-МАБ у березні 2002 року Шацькому національному природному парку надано статус Біосферного Резервату ЮНЕСКО.
За функціональними особливостями рекреаційну діяльність парку можна поділити на лікувальну, оздоровчу, спортивно-туристичну, пізнавальну.
На сьогодні переважаючим на території району є загальнооздоровчий відпочинок в зоні інтенсивної рекреації озер Світязь і Пісочне. Саме тут сконцентрована велика кількість баз відпочинку (56), спортивно-оздоровчі табори (6), стаціонари наукових установ (4). Для охочих оздоровитись і підлікуватись в районі працюють санаторій «Лісова пісня» на 600 місць та пансіонат «Шацькі озера» на 700 місць. Вся оздоровча інфраструктура району розрахована на одночасний прийом до 10-ти тисяч відпочиваючих та туристів. Крім цього, на берегах озер функціонують 5 палаткових містечок.

### Клімат
Клімат Шацького району помірно-континентальний, вологий, з м'якою зимою і нестійкими морозами, частими відлигами та нежарким літом, значними опадами, затяжними весною та осінню.
Температура води в переважній більшості озер району стає придатною для купання з другої декади червня і триває в середньому 80 днів (до другої декади вересня). Максимальна температура води +22ºС.

### Природно-заповідний фонд

#### Національні природні парки
Шацький (загальнодержавного значення).

#### Ботанічні заказники
Втенський (загальнодержавного значення).

#### Гідрологічні заказники
Піщанський, Пулемецький.

#### Іхтіологічні заказники
Соминець.

#### Ландшафтні заказники
Чахівський (загальнодержавного значення), Чахівський (місцевого значення).

#### Лісові заказники
Ростанський, Ялинник.

#### Ботанічні пам'ятки природи
Дуб-велетень-1, Дуб-велетень-2, Сосна і дуб-1, Сосна і дуб-2.

## Історія
У Шацькому районі цивільні органи управління ОУН діяли в 20 % населених пунктів.

## Населення
На території району розташовані селище міського типу Шацьк та 30 сільських населених пунктів, проживає всього 17.8 тисяч населення, в тому числі 5.6 тисяч — міського та 12.2 тисячі — сільського. Природне скорочення населення на 1000 жителів становить 11 чоловік. Проте в останні роки дещо зростає народжуваність і скорочується смертність. Більшість працездатного населення району зайнято в сільському та лісовому господарствах і в сфері обслуговування.
Національний склад населення за даними перепису 2001 року:
| Національність | Кількість осіб | Відсоток |
| -------------- | -------------- | -------- |
| українці       | 17879          | 98,17 %  |
| росіяни        | 181            | 0,99 %   |
| білоруси       | 114            | 0,63 %   |
| грузини        | 10             | 0,05 %   |
| інші           | 29             | 0,16 %   |

Мовний склад населення за даними перепису 2001 року:
| Мова       | Кількість осіб | Відсоток |
| ---------- | -------------- | -------- |
| українська | 17981          | 98,73 %  |
| російська  | 163            | 0,89 %   |
| білоруська | 56             | 0,31 %   |
| інші       | 13             | 0,07 %   |

## Символіка
Символікою Шацького району є герб та прапор. Вони затверджені рішенням сесії Шацької Районної ради від 07.02.2007 № 12/16.

## Економіка

### Туризм

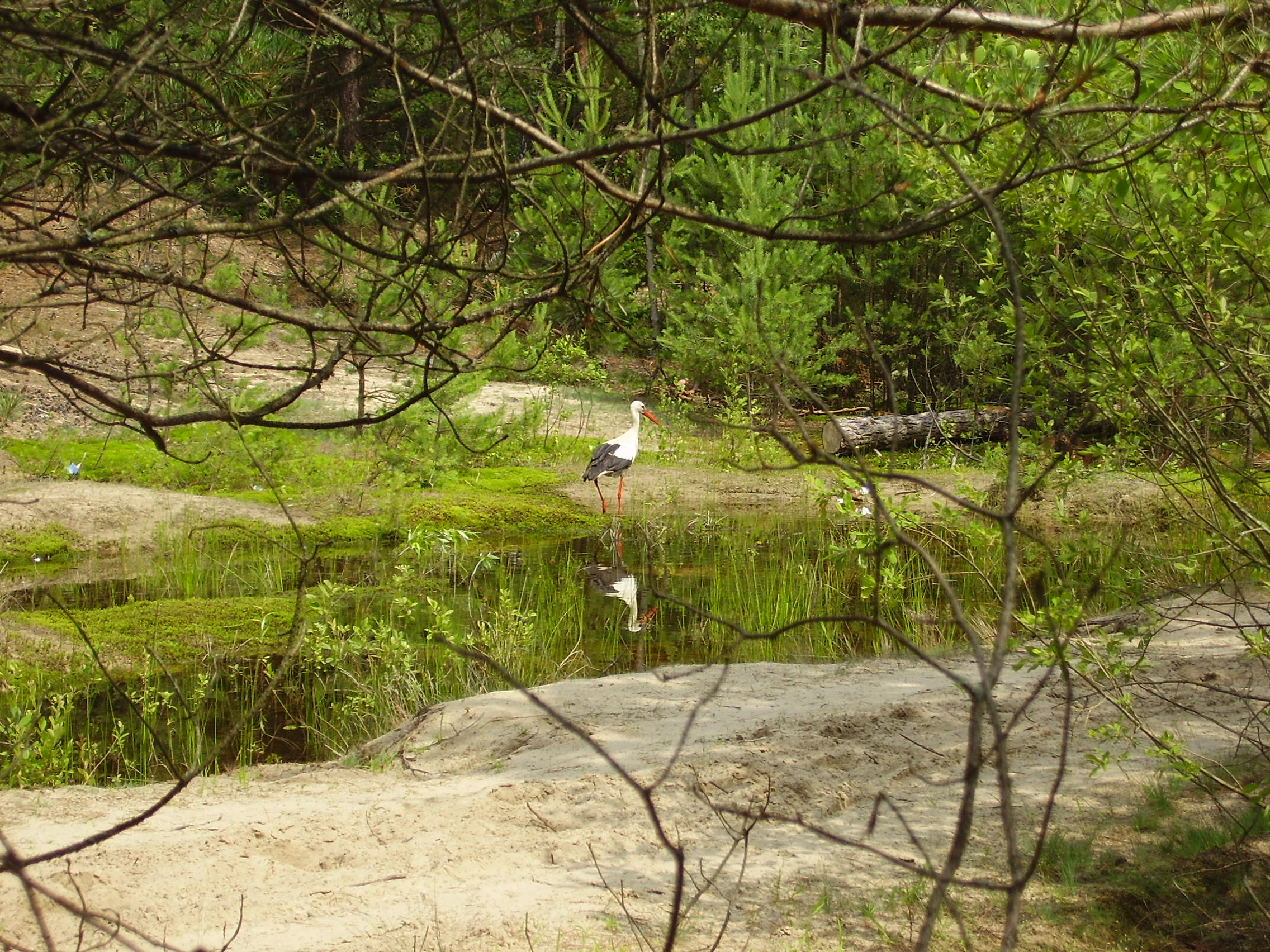
У волинських лісах

Через вигідне географічне розміщення, багату природу, сприятливу екологію район має потужний потенціал для розвитку туризму. Розвиток туризму відбувається у контексті розвитку туристичної індустрії, яка окрім туристичних підприємств включає галузі торгівлі та громадського харчування, транспорту, сфери побутового обслуговування, культури, освіти, мистецтва.
Найпоширенішим є сільський (зелений) туризм. Найбільш розвивається він в зоні інтенсивної рекреації озер Світязь, Пісочне. Безпосереднім обслуговуванням туристів в основному займаються жителі сіл. У районі створено туристичну агенцію «Світязь-тур» на приватній основі. Вживаються заходи щодо залучення приватного сектора до рекреаційно-туристичного підприємництва. Проходить розробка туристичних маршрутів із включенням до показу об'єктів культурної спадщини
Переважна більшість рекреантів здійснює свій відпочинок на берегах озер, але в період достигання чорниці та появи грибів більшість віддають перевагу відвідуванню лісів. Дуже популярний на озерах парку зимовий спортивно-любительський підлідний лов риби.
За останні роки збільшився потік туристів та екскурсантів в районі, зокрема іноземних. На території району працює значна кількість баз відпочинку, розташованих в переважній більшості в урочищі Гряда. Функціонує санаторій «Лісова пісня» та пансіонат «Шацькі озера». Працює 5 наметових містечок. Вся оздоровча інфраструктура розрахована на одночасний прийом до 10 тисяч відпочиваючих та туристів.
Багатство і різноманітність природних ресурсів та рекреаційні можливості в районі можуть бути основою для створення й функціонування багатьох видів туризму, зокрема мисливського, рибальського, пізнавального, кінного, релігійного, спортивного, водного.
Неповторність ландшафтів району, їх багате різноманіття стали першоосновою створення в 1983 році Шацького національного природного парку, площа якого сягає 48,9 га. На території парку знаходиться 24 озера, які за походженням відносяться до різних генетичних типів. Найбільше озеро Світязь, площа якого становить понад 2,6 тис. га з найбільшою глибиною −58,4 метрів (саме тому його називають «Українським Байкалом»).
Для диференційованого способу ведення природоохоронного господарства з метою збереження унікальних об'єктів живої і неживої природи, відновлення корінних екосистем порушених антропогенним впливом, упорядкування рекреаційного використання природних ресурсів парку, проведено зонування його території. Виділено такі функціональні зони: заповідна; регульованої рекреації; стаціонарної рекреації; господарська.
До заповідної зони (4805 га) включено озеро Мошне, водно-болотні угіддя озер Довге і Кругле з прилеглими лісовими масивами, а також лісові масиви «Князь Багон» та ур. «Пулемецьке», болотні угіддя «Унич» та між озерами Пулемецьке і Острівянське. Тут забороняється рекреаційна та господарська діяльність, за виключенням проведення наукових досліджень.
Зона регульованої рекреації (12325 га) виділена для короткочасного відпочинку та оздоровлення населення, огляду особливо пам'ятних місць, влаштування туристичних маршрутів, екологічних стежок, рекреаційних і інформаційних пунктів. Зона стаціонарної рекреації (1283 га) — виділена в місцях розміщення об'єктів обслуговування відвідувачів парку. Господарська зона (30584 га) включає землі колективних сільськогосподарських підприємств, держлісгоспу та інших землекористувачів.
Для ознайомлення відвідувачів з природою парку на його території обладнані 2 еколого-пізнавальні стежки «Лісова пісня» (5,6 км) і «Світязянка» (5,2 км). На в'їздах у парк оформлені 2 інформаційні пункти, а для короткочасної зупинки і відпочинку обладнані 3 рекреаційні пункти «Перемут», «Турист» і «Венське».
На березі цілющого озера Пісочне функціонує санаторій «Лісова Пісня» (440 місць). Цілюща вода, піщані пляжі і багата своєю різноманітністю природа сприяє лікуванню та відпочинку в санаторії. Провідним фактором у лікуванні є комплексна фітотерапія з використанням екологічно чистої місцевої фітосировини та цілющого меду. На мальовничому південному березі найбільшого озера Світязь розміщений пансіонат «Шацькі озера» (486 місць).

### Торговельна сфера
Упродовж останніх років зростає мережа приватних підприємств торгівлі та громадського харчування (магазини, кафе, бари і кіоски), які щорічно збільшують обсяги реалізації товарів і продукції.

## Транспорт
Територією району проходять такі автошляхи: Т 0301, Т 0302, Т 0306, Т 0307 та Т 0314.
Залізничне сполучення відсутнє.

## Освіта
У районі функціонують:
- Шацький лісовий коледж, яким понад 20 років керував заслужений лісівник України Валентин Васильович Сулько, його іменем названо цей заклад.
- 17 загальноосвітніх шкіл:
  - 7 загально-освітніх шкіл І-ІІІ ст.,
  - 8 шкіл І-ІІ ст.,
  - 2 школи — І ступеня.
- 9 дитячих садків;
- музична школа,
- спортивна школа.

За підсумками навчання в 2010 р. свідоцтва з відзнакою отримали 21 (8,5 %) випускників 9-х класів, золотими та срібними медалями нагороджено 9 (7 %) випускників 11-х класів.
У шести школах забезпечено регулярне безоплатне підвезення учнів до місць навчання і додому. На виконання районної програми «Шкільний автобус» до загальноосвітніх шкіл району за кошти місцевого бюджету підвозиться 189 учнів, що становить 100 %.
Актуальним напрямом роботи у 2010/11навчальному році залишається пошук, розвиток і підтримка обдарованої учнівської молоді. З цією метою в районі організовано філії Волинської обласної Малої академії наук. У наш час[коли?] працює 3 філії МАН за секціями: історія (ЗОШ І-ІІІ ст. смт. Шацьк), хімія (ЗОШ І-ІІІ ст. смт. Шацьк), біологія (ЗОШ І-ІІІ ст. смт. Шацьк, с. Пульмо), географія (ЗОШ І-ІІІ ст. смт. Шацьк, с. Світязь), фольклористика (ЗОШ І-ІІІ ст. с. Пульмо), зарубіжна література (ЗОШ І-ІІІ ст. с. Світязь)

## Медицина
Медичні послуги населенню надають Шацька районна лікарня на 90 ліжкомісць, Піщанська та Пульмівська лікарські амбулаторії, 23 ФАПи, 9 аптек та аптечних кіосків.

## Політика
25 травня 2014 року відбулися Президентські вибори України. У межах Шацького району було створено 29 виборчих дільниць. Явка на виборах складала — 76,57 % (проголосували 9 574 із 12 504 виборців). Найбільшу кількість голосів отримав Петро Порошенко — 52,22 % (5 000 виборців); Юлія Тимошенко — 15,96 % (1 528 виборців), Олег Ляшко — 13,09 % (1 253 виборців), Анатолій Гриценко — 7,02 % (672 виборців). Решта кандидатів набрали меншу кількість голосів. Кількість недійсних або зіпсованих бюлетенів — 0,89 %.

## Визначні пам'ятки

### Пам'ятки архітектури

#### Пам'ятки архітектури національного значення
- Церква Різдва Пресвятої Богородиці (1839), Шацьк
- Петропавлівська церква (1846), Світязь — головний храм Петропавлівського монастиря
- Свято-Казанська церква (1801), Піща

#### Пам'ятки архітектури місцевого значення
- Церква Святої Варвари (початок 18 століття), Острів'я
- Церква Святого Миколая (1896), Пульмо
- Садиба Гутовського (19-20 століття), Піща

#### Цінні архітектурні об'єкти, котрі не мають охоронного статусу
- Цвинтарна каплиця (1802), Піща

## Персоналії

### Уродженці району
Серед відомих уродженців району:
- Абжолтовська Властиміла — перекладачка;
- Пашечко Михайло Іванович — доктор технічних наук, професор Національного університету «Львівська політехніка»;
- Цвид Антон Петрович — письменник, поет та журналіст;
- Цюриць Сергій Назарович — член Спілки письменників України.

### Гості району
У 1974 році на Шацьких озерах відпочивали космонавти Павло Попович і Юрій Артюхін.